# 國方栄二
國方 栄二（くにかた えいじ、1952年 - ）は、日本の古代ギリシア・ローマ哲学の研究者。

## 人物・来歴
大阪府生まれ。1985年京都大学大学院文学研究科博士課程単位取得満期退学。藤沢令夫に師事。2005年「プラトンのミュートス」で京都大学文学博士。
京都大学文学部非常勤講師や、京都大学学術出版会の編集者を務め、「西洋古典叢書」や松原國師『西洋古典学事典』の編集に携わる。

## 著書

### 単著
- 『プラトンのミュートス』京都大学学術出版会, 2007.2
- 『瀧原宮と禰宜木田川氏』糺書房, 2010.12（私家版）
- 『ギリシア・ローマの智恵』未知谷, 2016.4
- 『ストア派の哲人たち ギリシア・ローマ　セネカ、エピクテトス、マルクス・アウレリウス』中央公論新社, 2019.1
- 『哲人たちの人生談義　ストア哲学をよむ』岩波新書, 2022.7 ISBN 978-4-00-431935-1 全国書誌番号:23747180
- 『プラトンのプラトニック・ラブ』京都大学学術出版会「学術選書」, 2025.4

### 翻訳
- クラウス・ヘルト『地中海哲学紀行』上・下、井上克人共監訳、晃洋書房, 1996-98
- G.S.カーク, J.E.レイヴン, M.スコフィールド『ソクラテス以前の哲学者たち』

内山勝利・木原志乃・三浦要・丸橋裕共訳、京都大学学術出版会, 2006.11
- アルビノス 他 著『プラトン哲学入門』京都大学学術出版会<西洋古典叢書>, 2008.12

中畑正志編、鎌田雅年・久保徹・脇條靖弘・木下昌巳・村上正治共訳
- 『アリストテレス全集 19・20 著作断片集』岩波書店, 2014-18
- エピクテトス『人生談義』岩波文庫 全2巻, 2020-21
- 編訳『ヒポクラテス医学論集』岩波文庫, 2022.12

## 論文
- Cinii<国方栄二